# Elena Guerra
Elena Guerra (Lucca, 23 giugno 1835 – Lucca, 11 aprile 1914) è stata una religiosa italiana, fondatrice della congregazione delle Suore Oblate dello Spirito Santo (dette di Santa Zita). È stata beatificata da papa Giovanni XXIII nel 1959 ed è stata canonizzata da papa Francesco nel 2024.

## Biografia
Maria Elena Antonietta Guerra - sempre chiamata comunemente solo «Elena» - fu una dei sei figli di Antonio Guerra e Faustina Franceschi, agiata e pia coppia di sposi aristocratici lucchesi. Solo tre figli raggiunsero l'età adulta.
Elena Guerra dopo aver vissuto varie esperienze tipiche del laicato cattolico, come l'assistenza ai malati o la catechesi ai fanciulli, decise di dedicarsi ad una vita religiosa più intensa.
Nel 1882 fondò a Lucca una comunità laica femminile di vita attiva, dedita all'educazione delle ragazze e intitolata a Santa Zita, patrona della città. Fu una comunità senza voti, un sodalizio di volontarie dedite all'insegnamento. Fu tra le sue allieve anche Gemma Galgani. Più tardi, l'istituto verrà riconosciuto dalla Chiesa cattolica come congregazione religiosa. Tra i sostenitori della fondazione della comunità viene ricordato mons. Giovanni Volpi, che fu anche il confessore di Elena Guerra. Con la sua comunità, la futura santa Elena ebbe già problemi e alcuni conflitti, ma si sentì sempre più chiamata a diffondere la devozione allo Spirito Santo.
La diffusione in quegli anni delle pratiche spiritiste e l'anticlericalismo dello Stato italiano spinsero la Guerra a pubblicare decine di agili libretti e la convinsero a rivolgersi direttamente al papa Leone XIII, affinché la Chiesa riscoprisse l'azione dello Spirito Santo.

### I contatti con il papa
Elena Guerra rimase per tutta la vita, a eccezione di due viaggi a Roma, nella nativa Lucca, ma con le sue lettere ottenne che papa Leone XIII scrivesse tre documenti sullo Spirito Santo:
- Il breve apostolico Provida matris caritate[5]
- L'enciclica Divinum illud munus
- La lettera ai vescovi Ad fovendum in christiano populo

Il breve Provida matris caritate del 5 maggio 1895, l'enciclica Divinum illud munus del 9 maggio 1897 e l'esortazione Ad fovendum in christiano populo del 1902, sono la risposta del Pontefice e rappresentano un momento importantissimo nello sviluppo della dottrina cattolica sullo Spirito Santo.

### Contrasti in seno alla congregazione
A Lucca, però, le suore non condivisero il suo progetto. Si arrivò alle dimissioni di lei da Madre generale. Elena accettò la decisione, ma, sostenuta dalle consorelle fedeli, continuò nella sua opera di apostolato.

### La morte

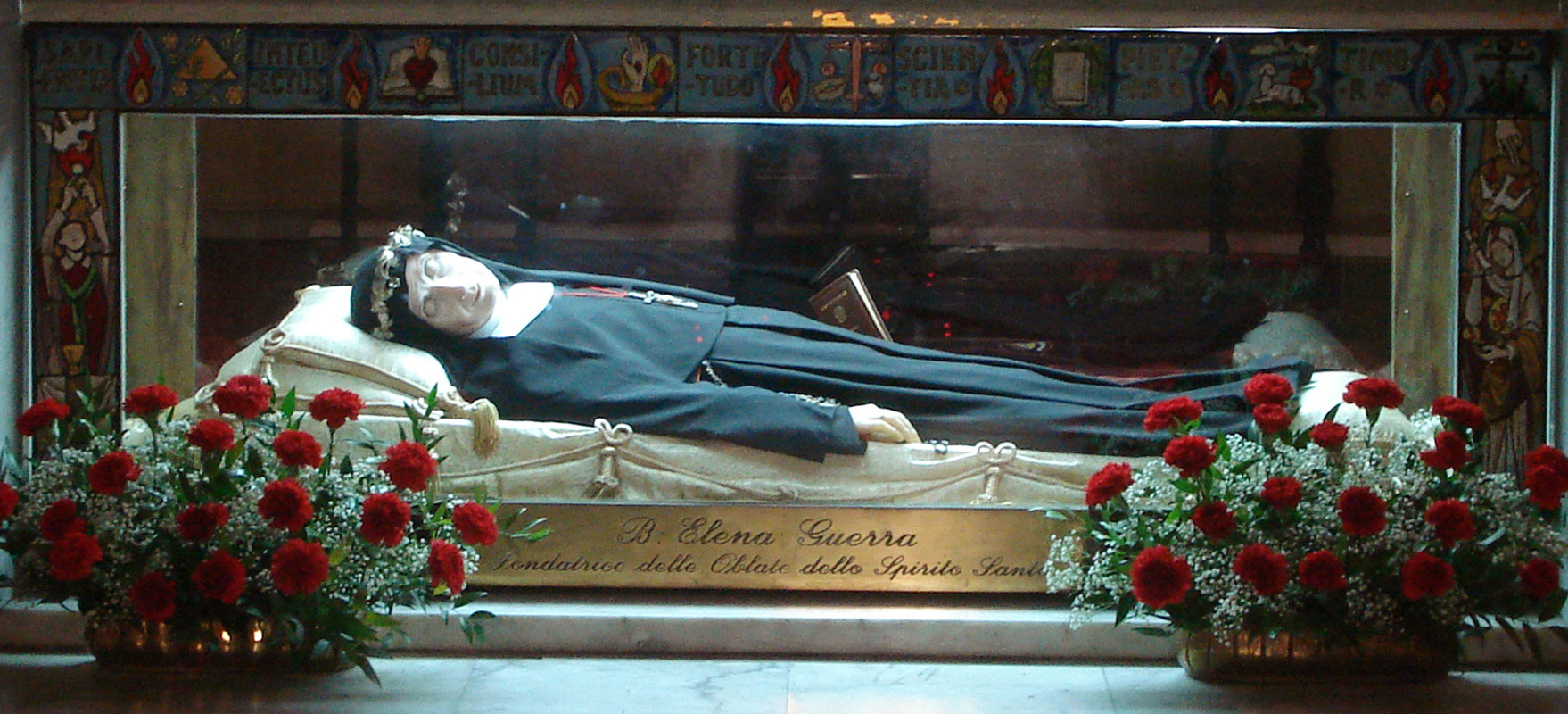
Corpo della santa nella chiesa di Sant'Agostino a Lucca

Morì a Lucca pochi anni dopo, l'11 aprile 1914. Il suo corpo nel 1928 venne traslato nella chiesa di Sant'Agostino a Lucca, che costituisce la cappella conventuale delle Suore Oblate dello Spirito Santo, dove tuttora è venerato. Nel nuovo millennio i suoi resti sono stati sottoposti a ricognizione canonica, che ha prodotto anche un referto paleopatologico, e collocati all'interno dell'altare maggiore, ben visibili.

## Processo di canonizzazione
Le fu attribuito il titolo di Apostola dello Spirito Santo. Scrittrice, teologa, educatrice, apostola, prima laica poi religiosa, viene considerata antesignana del movimento Rinnovamento nello Spirito Santo.
Nel Martirologio Romano è commemorata l'11 aprile, data del transito. L'arcidiocesi di Lucca e le Suore oblate dello Spirito Santo ne celebrano la ricorrenza liturgica il 23 maggio.
Nel 1930 fu aperto il processo informativo diocesano per la sua beatificazione e nel 1953 fu pubblicato il decreto papale sulla eroicità delle virtù, che le assegnava il titolo di venerabile. Fu beatificata il 26 aprile 1959 da papa Giovanni XXIII, prima beatificazione del suo pontificato.
Una guarigione improvvisa e inspiegabile attribuita all'invocazione rivolta alla già beata ha fatto in modo che nel 2012 si riaprisse la causa. Si trattava di un uomo di Uberlandia (in Brasile), caduto accidentalmente da un albero, per il quale era stata dichiarata la morte cerebrale e che poi si era ripreso senza plausibili spiegazioni scientifiche. Dopo alcuni approfondimenti resisi necessari, la consulta medica ha dichiarato il fatto scientificamente inspiegabile e il 13 aprile 2024 papa Francesco l'ha riconosciuto come miracolo avvenuto per intercessione della beata. Durante il concistoro del 1º luglio 2024 per il voto su alcune cause di canonizzazione, papa Francesco ha decretato che la cerimonia di canonizzazione di Elena Guerra avvenisse il 20 ottobre 2024, come di fatto accaduto.

## Opere
- Elena Guerra, Opera omnia, a cura di Andrea Elia e Gemma Girolami, Lucca, Suore oblate dello Spirito Santo, 2008.

Titoli dei nove volumi:
- Presentazione dell'opera e indice generale, presentazione di Italo Castellani
- Preghiere, 4 voll.
- Meditazioni, prefazione di suor Gemma Girolami
- Consigli e ammonimenti, 2 voll.
- Operette scolastiche, prefazione di suor Gemma Girolami